# Thy Art Is Murder
Thy Art Is Murder (kurz TAIM) ist eine australische Deathcore-Band aus Sydney.

## Geschichte

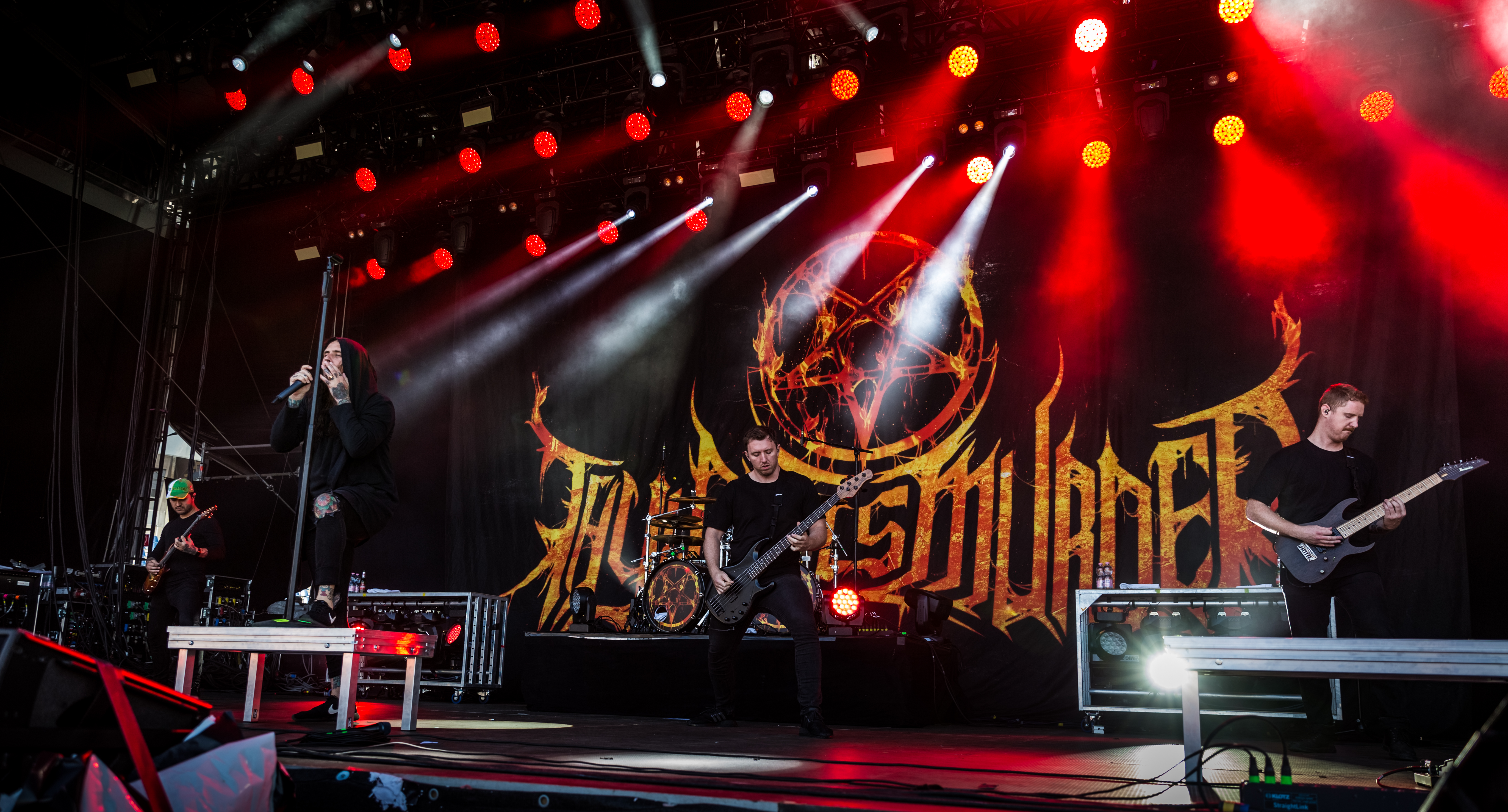
Thy Art Is Murder live bei Rock am Ring 2018

Gegründet wurde Thy Art Is Murder 2006 von Sänger Brendan Van Ryn, den beiden Gitarristen Gary Markowski und Sean Delander, sowie dem Bassisten Josh King und Schlagzeuger Lee Stanton in Sydney. Die erste Demo This Hole Isn’t Deep Enough for the Twelve of You erschien 2007 und besteht aus drei Stücken. Die Gruppe konnte sich in Sydney eine Fanbase in der lokalen Deathcore-Szene erarbeiten. Im Jahr 2008 ging die Gruppe ins Studio, wo die EP Infinite Death aufgenommen wurde. Diese erhielt Aufmerksamkeit für die frauenfeindlichen Songtexte und Titel.
Im selben Jahr wurde Van Ryn nach internen Differenzen mit den übrigen Musikern aus der Band geworfen. Die Gruppe suchte knapp ein Jahr lang nach einem neuen Frontsänger, welcher in Chris „CJ“ McMahon gefunden werden konnte. McMahon spielte zuvor in der lokalen Metalcore-Band Vegas in Ruins. Die Gruppe begründete den Einstieg McMahons in die Band aufgrund seines eindrucksvollen Gesanges. Kurz vor den Arbeiten an dem Debütalbum wurde Bassist Josh King durch Mick Lowe ersetzt. Dieses erschien 2010 und heißt The Adversary. Die kanadische Deathcore-Band Despised Icon gaben bekannt, dass die Gruppe gemeinsam mit The Red Shore als Support für die Australien-Konzerte touren werden.
Im Jahr 2011 mussten Gary Markowski und Mick Lowe die Gruppe verlassen, nachdem bekannt wurde, dass sie bei den übrigen Musikern der Band durch Diebstahl aufgefallen sind. Sean Delander wechselte das Instrument und wurde neuer Bassist der Gruppe, wodurch Andy Marsh und Josh Brown als neue Gitarristen bei Thy Art Is Murder einsteigen konnten. 2012 spielten sie das erste Mal außerhalb von Australien auf der „Great Days of Wrath Tour“, unter anderem mit War from a Harlots Mouth und As Blood Runs Black, welche quer durch Europa führte. Die Gruppe flog nach New York, um mit Will Putney das zweite Album aufzunehmen. Dieses heißt Hate und erschien am 19. Oktober 2012 international über Halfcut Records. Die erste Single, Reign of Darkness erschien am 18. September 2012. Es stieg auf Platz 35 der australischen Charts ein und hielt sich eine Woche lang. Inzwischen wurde bekannt, dass die Gruppe einen Vertrag bei Nuclear Blast unterschrieben hat.
Im Februar tourte die Band gemeinsam mit der mexikanischen Deathcore-Gruppe Here Comes the Kraken erneut durch Europa. Am 5. April 2013 wurde Hate von Nuclear Blast erneut veröffentlicht. Die Gruppe nahm an einem Wettbewerb teil, bei dem der Gewinner einen Slot als Opener für die Summer Slaughter Tour gewinnen konnte. Obwohl die Gruppe Rings of Saturn den Contest gewann, wurde Thy Art Is Murder ebenfalls in die offizielle Besetzung aufgenommen. Grund war, dass zwischen beiden Gruppen lediglich ein Prozent lag. Rings of Saturn äußerten sich in einem Statement, dass es „fantastisch wäre Thy Art Is Murder in das diesjährige Line-up der Tour aufzunehmen“. Die US-Konzertreise, die von Ash Avildsen – dem Gründer von Sumerian Records – organisiert wird, bestand 2013 aus The Dillinger Escape Plan, Animals as Leaders, Periphery, Norma Jean, Cattle Decapitation, The Ocean, Revocation, Aeon, sowie Rings of Saturn und Thy Art Is Murder. Im November folgte die erste USA-Konzertreise als Headliner. Als Vorgruppen traten I Declare War, Fit for an Autopsy, The Last Ten Seconds of Life und Kublai Khan auf. Im Sommer spielte die Gruppe im Rahmen einer Europatour auf mehreren Musikfestivals, wie dem Graspop Metal Meeting, With Full Force und dem einmaligen Parkway Drive Open Air. Vor den Shows in Europa spielte die Band eine Tournee durch Australien, die von Cattle Decapitation, Aversions Crown und King Parrot begleitet wurde.
Im Januar und Februar 2014 reiste die Gruppe erneut durch Europa. Als Vorgruppen waren Heart of a Coward, Aegaeon und Aversions Crown zu sehen. Ursprünglich sollte die Gruppe auf dem Soundwave Festival in Australien auftreten. Jedoch wurde die Band vom Organisator der Tournee vorerst ausgeschlossen, da sie die Fans aufgefordert habe, die Barrikaden zu zerstören, die Sicherheitskräfte zu ignorieren und stattdessen mit der Band die Bühne zu stürmen. Nach einem Gespräch zwischen Organisator und Band, durften Thy Art Is Murder doch auftreten. Im Juni 2014 spielte Thy Art Is Murder in Trier auf dem Summerblast Festival. Es folgte eine Nordamerika-Tournee mit Born of Osiris und Betraying the Martyrs im Oktober und November. Die letzte Tournee des Jahres absolvierte die Gruppe mit Suicide Silence und Fit for an Autopsy in Europa.
Ende des Jahres bezog die Gruppe das Studio, um mit Will Putney an dem dritten Studioalbum zu arbeiten. Dieses heißt Holy War und ist am 26. Juli 2015 über Nuclear Blast weltweit veröffentlicht worden. Vom 23. bis 25. Mai 2015 spielte die Gruppe alle drei Shows des Slam Dunk Festivals. Direkt darauf folgten zwei Konzerte mit Emmure. Am 21. Dezember 2015 gab Sänger Chris Mcmahon bekannt, die Band aus familiären Gründen zu verlassen. Im Statement der Band wurde angekündigt, dass Nick Arthur, Sänger der Deathcore-Band Molotov Solution, den Posten von McMahon für die Europatour mit Parkway Drive einnehmen werde. Diese fand zwischen dem 22. Januar 2016 und dem 17. Februar 2016 statt.
Am 20. Januar 2017 verkündeten Thy Art Is Murder auf ihrer Facebook-Fanpage, dass Chris „CJ“ McMahon in die Band zurückgekehrt sei. Mitte des Jahres 2017 erschien das vierte Studioalbum Dear Desolation. Gemeinsam mit der polnischen Band Decapitated wurde Thy Art Is Murder als Co-Headliner der Double Homicide Tour gebucht, die zwischen 21. August und dem 23. September 2017 in den Vereinigten Staaten und Kanada stattfinden sollte. Nachdem die Musiker von Decapitated am 9. September nach einem Konzert in Santa Ana, Kalifornien von der Special Victims Unit wegen des Verdachtes auf Entführung ersten Grades verhaftet wurden, wurde die restliche Tournee abgebrochen. Dennoch setzte die Band die Nordamerikatour fort.
Am 26. Juli 2019 wurde das fünfte Album der Band, Human Target, über Nuclear Blast veröffentlicht. Vorab wurden die Singles Human Target, Death Squad Anthem und Make America Hate Again mit Musikvideos veröffentlicht. Am Tag der Veröffentlichung des Albums erschien mit New Gods die vierte Single. Es ist das erste Album mit Jesse Beahler am Schlagzeug, der den bisherigen Schlagzeuger Lee Stanton ersetzte. Es gab eine Welttour zum Album. Das nunmehr sechste Studioalbum erschien am 22. September 2023 unter dem Titel Godlike unter dem eigenen Label Human Warfare. Ursprünglich war die Veröffentlichung für die Vorwoche geplant. Grund für die Verzögerung ist, dass die Gruppe die Gesangsspuren auf dem Album neu eingespielt habe. Am Tag der Albumveröffentlichung gab die Gruppe bekannt, dass Sänger Chris „CJ“ McMahon nicht mehr zur Band gehöre. Auslöser für den Rauswurf waren transphobe Kommentare des Sängers nachdem er ein Video des rechtspopulistischen Aktivisten Matt Walsh geteilt hatte. Im Rahmen der Godlike-Tour in Europa wurde Tyler Miller als neuer Sänger vorgestellt.

## Kritik
Insbesondere für Texte der EP Infinite Death aus dem Jahr 2008 erntete die Band Kritik, da Frauen verunglimpft und „zerhackstückt“ wurden. In einem Statement an das Management des Veranstaltungsortes Conne Island gaben sie in Hinsicht auf eine Konzertabsage den beiden ehemaligen Mitgliedern Brendan Van Ryn und Gary Markowski und ihrem jugendlichen Drang mit ihren Texten zu schockieren die Schuld an den frauenfeindlichen Songtexten. 2023 reagierte die Band auf einen transphoben Kommentar in den sozialen Medien ihres Frontsängers Chris McMahon.

## Bandmitglieder

Thy Art Is Murder, live auf dem With Full Force 2018
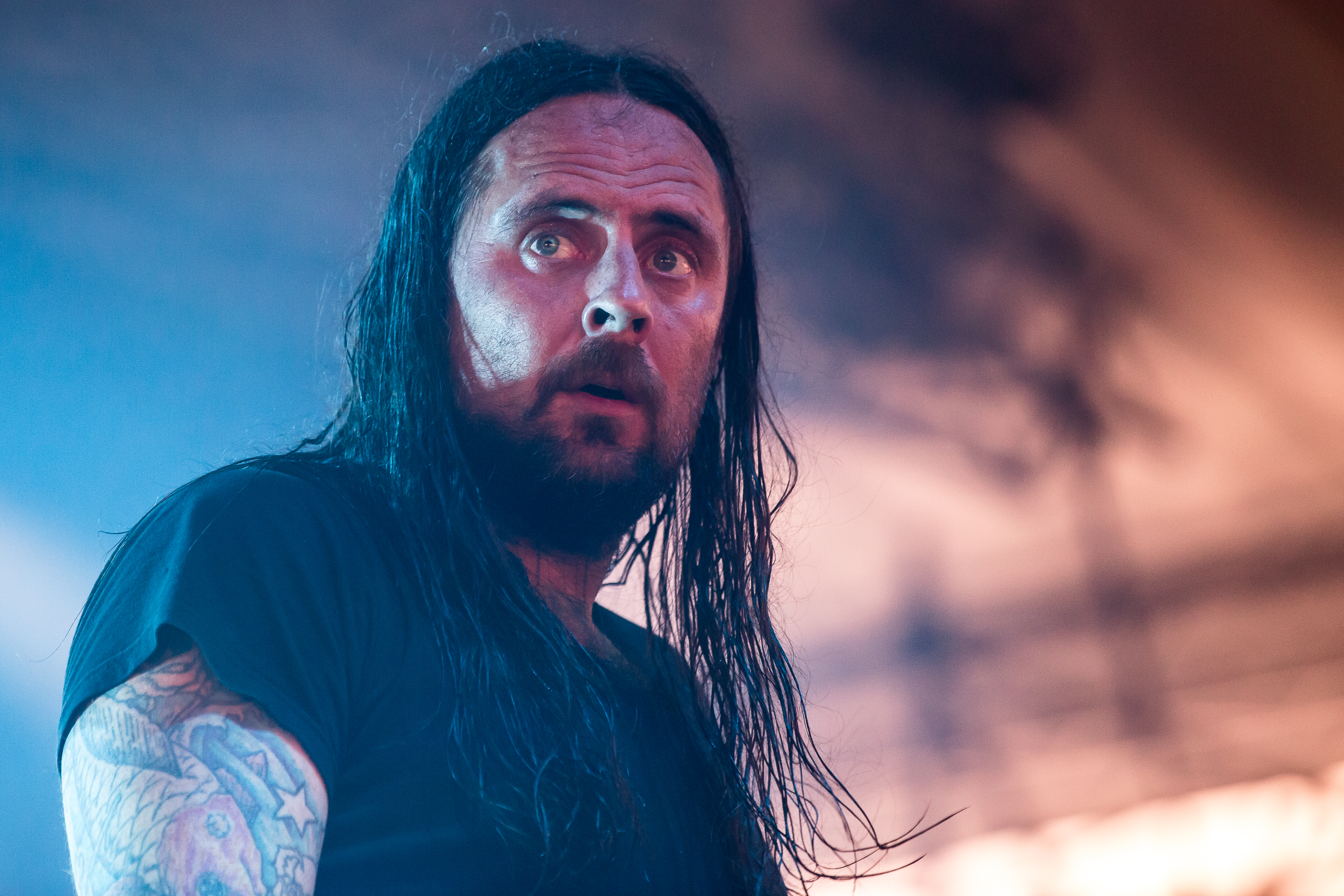
Sänger Chris McMahon
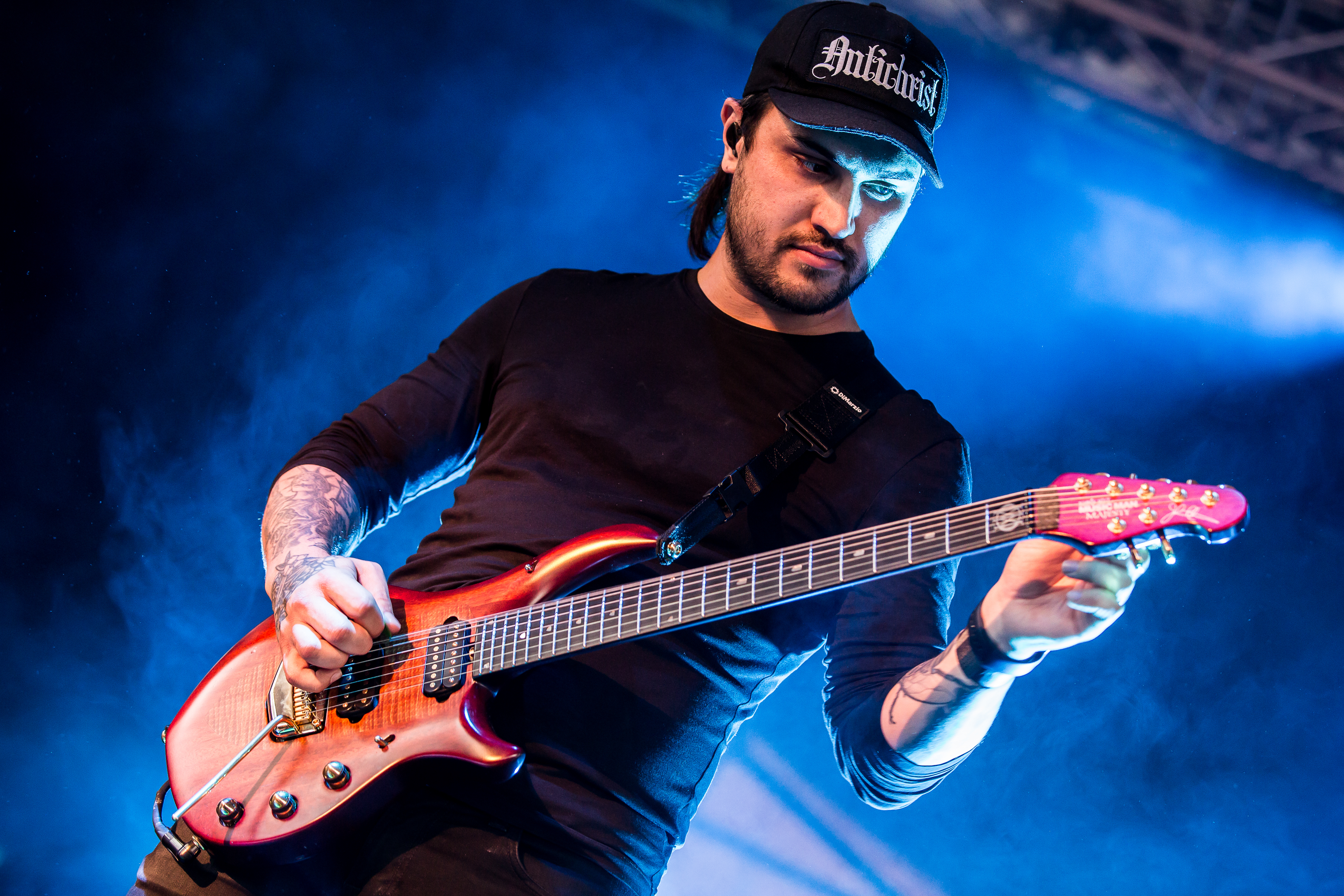
Lead-Gitarrist Andy Marsh
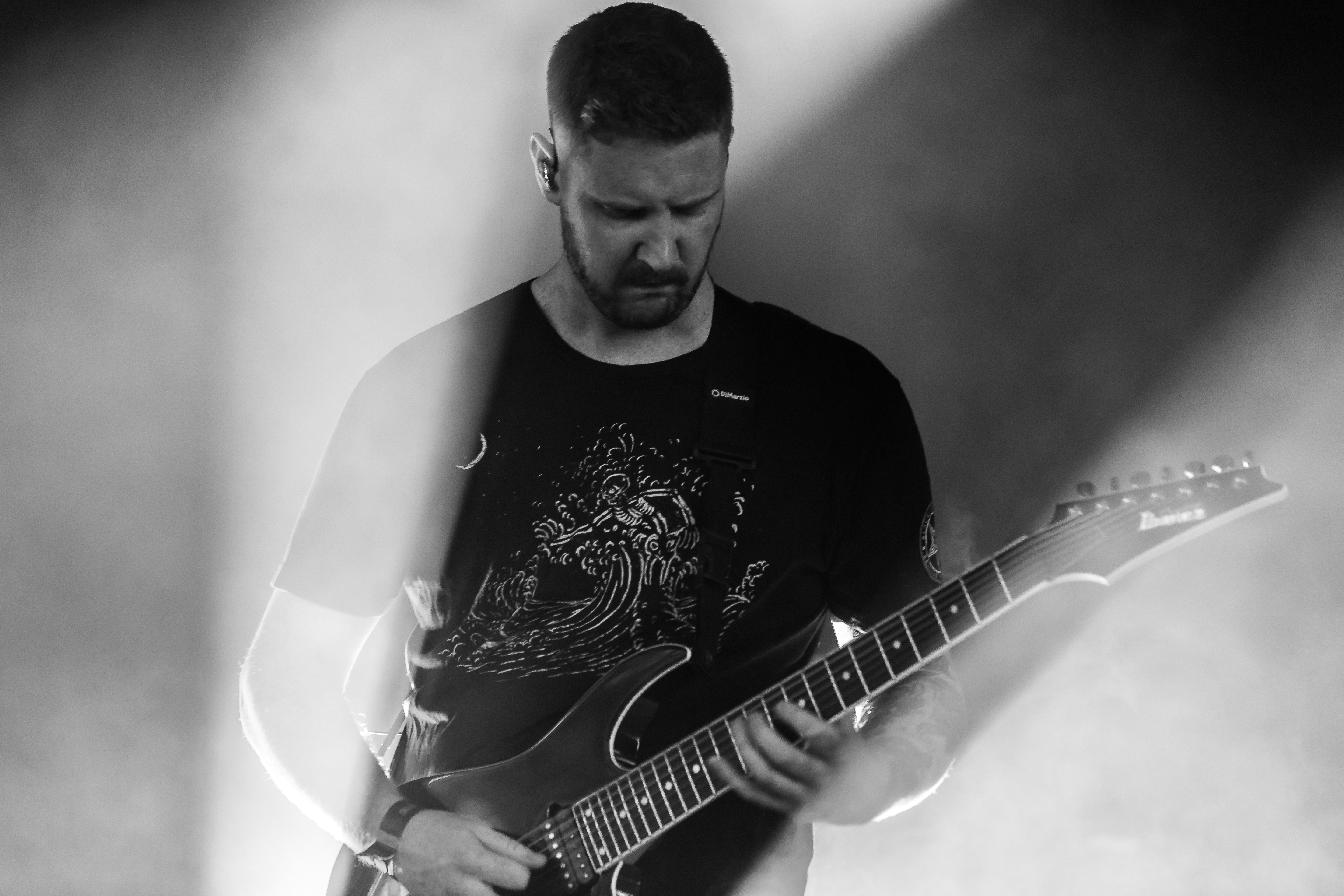
Rhythmus-Gitarrist Sean Delander
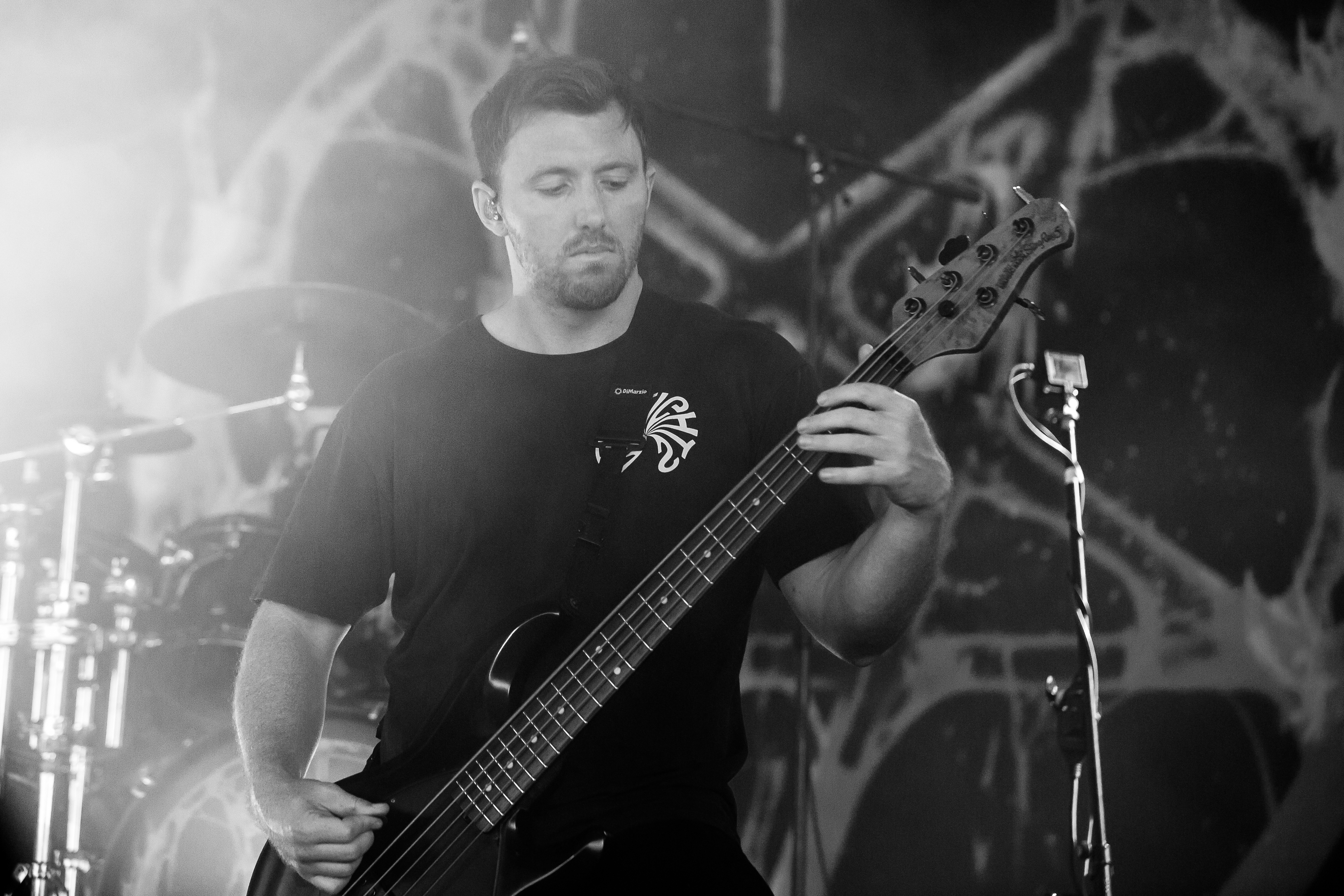
Bassist Kevin Butler
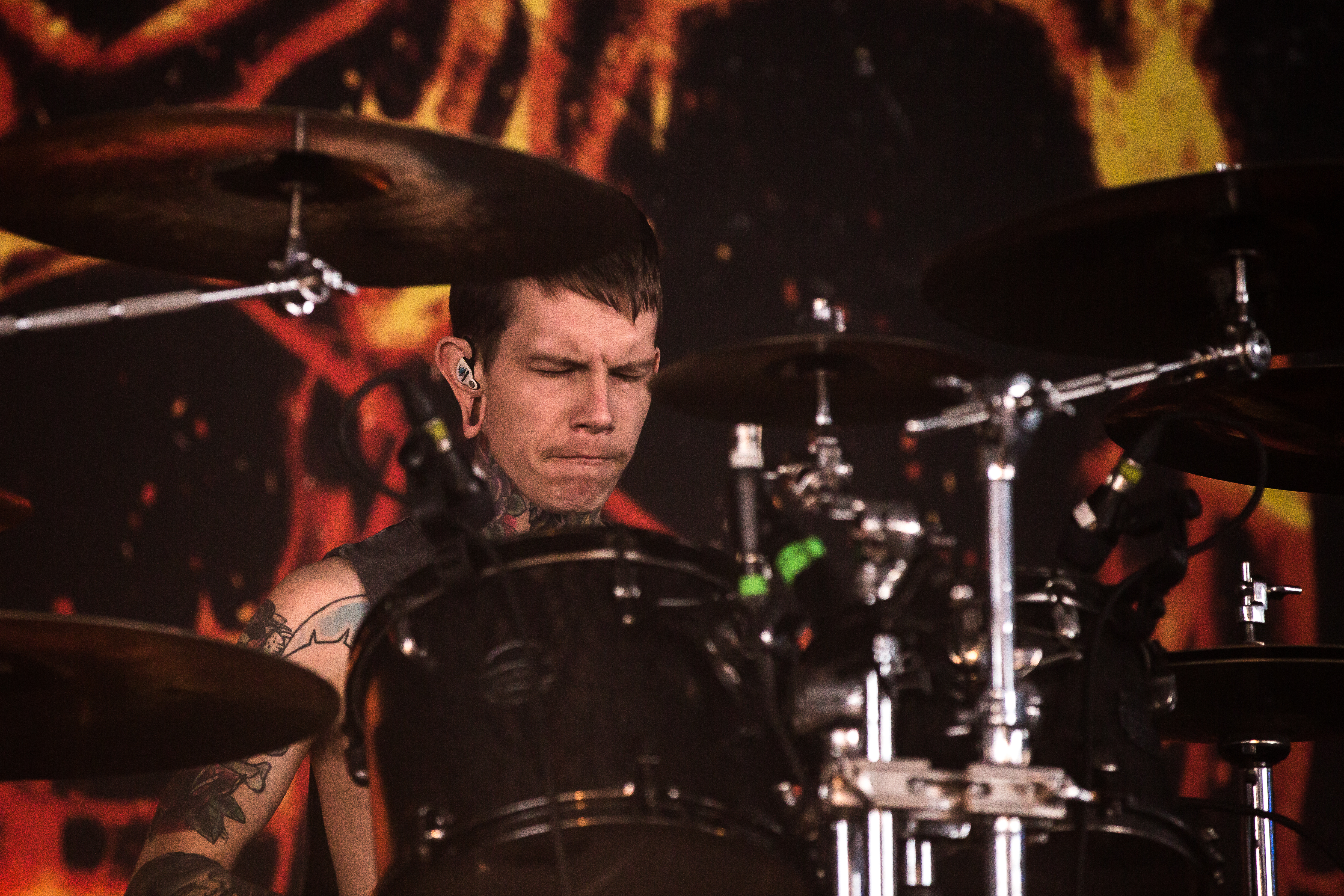
Schlagzeuger Lee Stanton

## Diskografie

### Alben
| Jahr | Titel Musiklabel                      | Höchstplatzierung, Gesamtwochen, AuszeichnungChartplatzierungen (Jahr, Titel, Musiklabel, Platzierungen, Wochen, Auszeichnungen, Anmerkungen) | Höchstplatzierung, Gesamtwochen, AuszeichnungChartplatzierungen (Jahr, Titel, Musiklabel, Platzierungen, Wochen, Auszeichnungen, Anmerkungen) | Höchstplatzierung, Gesamtwochen, AuszeichnungChartplatzierungen (Jahr, Titel, Musiklabel, Platzierungen, Wochen, Auszeichnungen, Anmerkungen) | Höchstplatzierung, Gesamtwochen, AuszeichnungChartplatzierungen (Jahr, Titel, Musiklabel, Platzierungen, Wochen, Auszeichnungen, Anmerkungen) | Höchstplatzierung, Gesamtwochen, AuszeichnungChartplatzierungen (Jahr, Titel, Musiklabel, Platzierungen, Wochen, Auszeichnungen, Anmerkungen) | Anmerkungen                                                                            |
| Jahr | Titel Musiklabel                      | DE | AT | CH | US | AU | Anmerkungen                                                                            |
| ---- | ------------------------------------- | --- | --- | --- | --- | --- | -------------------------------------------------------------------------------------- |
| 2010 | The Adversary Skull and Bones Records | — | — | — | — | — | Erstveröffentlichung: 16. Juli 2010                                                    |
| 2012 | Hate Halfcut Records                  | — | — | — | — | AU35 (1 Wo.)AU | Erstveröffentlichung: 18. Oktober 2012 Wiederveröffentlichung: 2013 über Nuclear Blast |
| 2015 | Holy War Nuclear Blast                | DE70 (1 Wo.)DE | — | — | US82 (2 Wo.)US | AU7 (2 Wo.)AU | Erstveröffentlichung: 26. Juni 2015                                                    |
| 2017 | Dear Desolation Nuclear Blast         | DE29 (1 Wo.)DE | AT28 (1 Wo.)AT | CH42 (1 Wo.)CH | US95 (1 Wo.)US | AU5 (1 Wo.)AU | Erstveröffentlichung: 18. August 2017                                                  |
| 2019 | Human Target Nuclear Blast            | DE16 (1 Wo.)DE | AT42 (1 Wo.)AT | CH90 (1 Wo.)CH | — | AU11 (1 Wo.)AU | Erstveröffentlichung: 26. Juli 2019                                                    |
| 2023 | Godlike Nuclear Blast                 | — | — | — | — | AU31 (1 Wo.)AU | Erstveröffentlichung: 22. September 2023                                               |

### Splits
| Jahr | Titel Musiklabel                      | Höchstplatzierung, Gesamtwochen, AuszeichnungChartplatzierungen (Jahr, Titel, Musiklabel, Platzierungen, Wochen, Auszeichnungen, Anmerkungen) | Höchstplatzierung, Gesamtwochen, AuszeichnungChartplatzierungen (Jahr, Titel, Musiklabel, Platzierungen, Wochen, Auszeichnungen, Anmerkungen) | Höchstplatzierung, Gesamtwochen, AuszeichnungChartplatzierungen (Jahr, Titel, Musiklabel, Platzierungen, Wochen, Auszeichnungen, Anmerkungen) | Höchstplatzierung, Gesamtwochen, AuszeichnungChartplatzierungen (Jahr, Titel, Musiklabel, Platzierungen, Wochen, Auszeichnungen, Anmerkungen) | Höchstplatzierung, Gesamtwochen, AuszeichnungChartplatzierungen (Jahr, Titel, Musiklabel, Platzierungen, Wochen, Auszeichnungen, Anmerkungen) | Anmerkungen                                                                      |
| Jahr | Titel Musiklabel                      | DE | AT | CH | US | AU | Anmerkungen                                                                      |
| ---- | ------------------------------------- | --- | --- | --- | --- | --- | -------------------------------------------------------------------------------- |
| 2016 | The Depression Sessions Nuclear Blast | — | — | — | — | AU38 (1 Wo.)AU | Erstveröffentlichung: 12. August 2016 mit The Acacia Strain & Fit for an Autopsy |

Weitere Splits
- 2023: The Aggression Sessions (Split-EP mit Fit for an Autopsy und Malevolence)

### EPs
- 2005: This Hole Isn’t Deep Enough for The Twelve of You (Eigenvertrieb)
- 2008: Infinite Death (Skull and Bones Records)

### Singles
- 2016: No Absolution
- 2018: Death Perception

### Musikvideos
- Soldiers of Immortality
- Reign of Darkness
- The Purest Strain of Hate (Tour/Live Video)
- Light Bearer
- Holy War
- No Absolution
- They Will Know Another
- Slaves Beyond Death
- The Son of Misery
- Puppet Master
- Human Target
- Make America Hate Again
- New Gods
- Death Squad Anthem